# Elaphidion depressum
Elaphidion depressum es una especie de escarabajo longicornio del género Elaphidion, categorizada en la tribu Elaphidiini, de la subfamilia Cerambycinae. Fue descrita por Zayas en 1975.

## Descripción
Mide 4-6,9 mm de longitud.

## Distribución
Se distribuye por Cuba.